# João Carlos Forssell Neto
João Carlos Forssell Neto (Itanhaém, 5 de agosto de 1947) é um político brasileiro, ex-prefeito do município de Itanhaém.

## Biografia
João Carlos Forssell Neto é advogado, filho do ex-prefeito de Itanhaém Harry Forssell. Foi eleito vereador por Itanhaém por duas vezes, com mandato de 1983 a 1988, e de 1989 a 1992.
Em 2004, concorreu ao cargo de prefeito, sendo eleito, e tendo iniciado o primeiro mandato de 2005 a 2008, sendo reeleito de 2009 a 2012.

### Primeiro mandato como prefeito
Foi eleito prefeito municipal em 2004, cumprindo mandato entre 2005 e 2008. Em sua primeira gestão na prefeitura organizou o Rodeio de Itanhaém,  que se tornou um grande sucesso. Conseguiu em 2006, junto ao governo estadual, a abertura de uma escola escola técnica ETEC no município. Também inaugurou o novo Terminal Rodoviário Intermunicipal em 21 de abril de 2007, substituindo a antiga e acanhada rodoviária no Centro, além de revitalizar o Beco de Sant'anna, ponto histórico, turístico e comercial do centro da cidade.
Em 2008, em uma negociação entre a prefeitura e o governo estadual, coordenada pelo deputado estadual Samuel Moreira, o Hospital Municipal foi estadualizado e se tornou Hospital Regional, recebendo investimentos, equipamentos e até Unidade de Terapia Intensiva, o que não existia antes no município.
A prefeitura construiu ainda, em 2008, a Praça do Pescado, na Praia dos Pescadores, urbanizando o então comércio local, espalhado irregularmente em barraquinhas pela orla da praia.

### Segundo mandato como prefeito
Re-eleito em 2008, cumpriu o segundo mandato entre 2009 e 2012. Em sua segunda gestão, o governo municipal conseguiu junto ao governo estadual a ampliação do Hospital Regional, se comprometendo a construir um prédio novo anexo, além do asfaltamento da totalidade da Avenida Conceição de Itanhaém, assim como a urbanização da orla da praia de Cibratel.
Nesse mandato houve, ainda, a participação da prefeitura com outros órgãos, como governo federal e a Petrobrás,  a qual ampliou o Aeroporto de Itanhaém, construindo um terminal de passageiros, dando-lhe estrutura para  receber aviões de médio porte e vôos noturnos.
Em 2010, a prefeitura entregou à população o Complexo Educacional Harry Forssell e o museu da cidade, aproveitando a antiga Casa de Câmara e Cadeia.  Durante sua gestão, o ensino fundamental público, administrado pelo município, chegou a ser classificado pelo Ministério da Educação como o segundo melhor de toda Região Metropolitana da Baixada Santista, de acordo com o índice IDEB do Ministério da Educação em 2012, só ficando atrás de Cubatão.
Uma decisão polêmica de sua gestão foi a decisão de patrocinar com dinheiro público a Escola de Samba Pérola Negra, a qual fez um enredo de carnaval sob encomenda, homenageando e propagandeando a cidade.
Um ponto negativo de suas gestões foram as ocorrências de grandes enchentes em vários bairros da cidade, atingindo gravemente inclusive bairros que nunca anteriormente tiveram registro de enchente, em especial os moradores nos arredores do Rio do Poço.
Em 2012, o Tribunal de Justiça Estadual bloqueou preventivamente os bens do prefeito, por suspeitas de irregularidades em compra de material escolar em 2005.
Em 2012, João Carlos Forssell conseguiu eleger seu sucessor para prefeitura, Marco Aurélio Gomes dos Santos, também do Partido da Social Democracia Brasileira (PSDB), como ele.